# نتيجة للتسوية (فلم)
نتيجة للتسوية (بالإنجليزية: A Score to Settle) فيلم أكشن أمريكي 2019 من إخراج شون كو. بطولة نيكولاس كيج وبنيامين برات. صدر في 2 أغسطس 2019.

## طاقم التمثيل
نيكولاس كيج: في دور فرانك
نيكول جي لاير: في دور ابنة سليبي
بنيامين برات: في دور كيو
إيان تريسي: في دور تانك
كارولينا ويدرا: في دور سيمون
نيكول مونيوز: في دور عيشا
نواه لو جروس: في دور جوي
محمد كريم: في دور جيمي

## أحداث الفيلم
يطلق سراح فرانك كارفر (كيج) من السجن بعد أن أمضى 19 عامًا دون زيارة واحدة من الأصدقاء أو العائلة، ولديه الآن شيء واحد فقط في ذهنه: الانتقام من كابو ماكس (ديف ماكينون). لا يزال غاضبًا من جريمة قتل وحشية دموية ارتكبها رئيس الغوغاء ضد رجل عصابات منافس في ولاية أوريغون، مما أجبر فرانك على التخلي عن ابنه الصغير مقابل تعويضات كبيرة وعقوبة سجن طويلة. بمجرد عودته إلى الشوارع، يلتقي فرانك مع ابنه البالغ من العمر 20 عامًا، جوي (نواه لوغروس)، وهو مدمن يتعافى ولكنه لا يزال آخر شخص يهتم لأمره في العالم بأسره. يتمكن فرانك من اللحاق بطاقمه القديم، بما في ذلك كيو (بنيامين برات) وجيمي (محمد كريم) وتانك (إيان تريسي)، قد يسقط ميتًا بسبب شكل قاتل من الأرق الذي يستنزف حيويته ويسبب له الألم، والهلوسة. يعرف فرانك انه يجب عليه الاهتمام أولاً بالضروريات، مثل حفر مخبأ ما يقرب من نصف مليون دولار نقدًا فرضه ماكس عليه، وشراء بعض أسلحة السوق السوداء، والدخول في فندق فاخر مع جوي للتعرف على الحياة الجيدة. يقوم بزيارة إلى كيو، الذي فتح حانة خاصة به ويقول إن ماكس مات منذ سنوات بعد أن أصيب رئيسهم السابق بجلطة دماغية. يواصل فرانك مرتديًا بدلة جديدة وساعة رياضية باهظة الثمن، بحثه بلا هوادة عن بقية العصابة، متتبعًا تانك ثم جيمي، وعندما تظهر فجأةً إشارة تشير إلى أن ماكس لا يزال على قيد الحياة، بينما تتدهور حالته العقلية والجسدية بسرعة، مما يعرض خطط فرانك الانتقامية للخطر وربما حياته أيضًا، ويتجه  فرانك  نحو مواجهة مصيرية.

## استقبال الفيلم
منح موقع الطماطم الفاسدة تقييم لفيلم «نتيجة للتسوية» مقداره 15% بناء على آراء 20 ناقد سينمائي، بينما منح موقع ميتاكريتيك الفيلم تقييم مقداره 37% بناء على آراء 6 نقاد.
وصف جاستن لوي من هوليوود ريبورتر الفيلم بأنه «منسي» و «مخيب للآمال»، وقال: «يُظهر المخرج فهمًا لائقًا لميكانيكا الحبكة، لكنه لا ينجح أبدًا في تطوير الشخصيات بشكل كافٍ أو تعديل سرعة الفيلم بشكل فعال، حتى في مشاهد الاكشن القصيرة، التي أثبتت تطويعها وفقًا لمعايير نيكولاس كيج».
انتقد نويل موراي من لوس أنجلوس تايمز الحبكة وتسلسل الحركة وتطوير شخصيات العالم السفلي. ومع ذلك، أشاد بأداء كيج، حيث كتب: «الفيلم ليس فقط يمكن مشاهدته، إنه مثير للإعجاب أحيانًا. ... يلعب كيج حتى أكثر المواد اللطيفة مع الروح والحماسة، كما لو أن الضغائن المثيرة للشفقة لمجرم صغير كانت مادة الدراما الملحمية».
أعطى شون بولمان من بوبأكسيوم Popaxiom الفيلم تصنيفًا متوسط قدره 2.6 / 5، حيث كتب ما يلي: «إن الدرجة التي يجب تسويتها هي الكثير من المرح لما هو عليه. إذا كنت تتوقع عملًا فنيًا، ستصاب بخيبة أمل بالتأكيد. ومع ذلك، إذا كنت تريد فيلمًا أكشنًا رائعًا يعرض فيلم نيكولاس كيج الترفيهي دائمًا، هذا الفيلم يستحق بالتأكيد رسوم الإيجار».

## وصلات خارجية
- مقالات تستعمل روابط فنية بلا صلة مع ويكي بيانات